# ناف ونوس
ناف ونوس (نام علمی: Umbilicus intermedius) نام یک گونه از تیره گل‌نازیان است.